# チャンピオン・ジャック・デュプリー
チャンピオン・ジャック・デュプリー（Championn Jack Dupree、1909年7月23日あるいは1910年7月4日 - 1992年1月21日）は、アメリカ合衆国のブルース、ブギウギ・ピアニスト、シンガーである。
彼の愛称「チャンピオン」はキャリアの初期にボクシングをやっていた際に名付けられたものである。

## 来歴
デュプリーは、ルイジアナ州ニューオーリンズに生まれた。彼の父親はベルギー領コンゴの出身であり、母親はアフリカ系とチェロキーの血を引いていた。彼の誕生日については諸説あり、7月4日、7月10日、あるいは7月23日、生誕年についても1908年、1909年、または1910年などの説があり、研究家のボブ・イーグルとエリック・ルブランは1910年7月4日生まれとしている。
彼の両親はKKKに焼き殺された。彼は8歳のとき孤児となり、ニューオーリンズの孤児あるいは非行少年のための施設、カラード・ワイフズ・ホームに入れられた。その6年前にはルイ・アームストロングが「危険で怪しい存在である」として逮捕され、この施設に送られている。デュプリーはここで独学でピアノを弾くようになり、後にトゥッツ・ワシントン、ウィリー・ホールに師事した。ホールはデュプリーが父親のように慕った存在で、彼から「Junker Blues」を教わっている。デュプリーはまた、マルディグラ・インディアン・トライブのひとつ、イエロー・ポカホンタスのスパイボーイであった。彼はやがて、バレルハウスやその他居酒屋などで演奏するようになった。
彼は旅をしながら生活をした。シカゴに移住してジョージア・トムと仕事をし、インディアナ州インディアナポリスではスクラッパー・ブラックウェルとリロイ・カーに出会っている。彼は料理人としても働いた。デトロイトでは、ジョー・ルイスにボクサーになるように薦められ、107戦を戦いゴールデングローブを始め、その他の大会で優勝したことから、チャンピオン・ジャックと呼ばれるようになった。彼はこれを芸名として生涯使用した。
彼は30歳のときシカゴに戻り、ビッグ・ビル・ブルーンジー、タンパ・レッドらミュージシャンと親交を深めた。彼らはデュプリーを音楽プロデューサーのレスター・メルローズに紹介している。デュプリーの楽曲の多くは後に作曲者クレジットにメルローズの名前が記され、彼が出版権を得る結果となっている。
デュプリーの音楽キャリアは第二次世界大戦によって中断されることとなった。彼はアメリカ海軍で料理人を務めたが、日本軍の戦争捕虜となり2年を過ごしている。フランクリン・ルーズヴェルトの大統領在任中の死去を受け、彼は「F.D.R. Blues」を書いた。
大戦終了後、彼の最大のヒット曲はテディ・マクレイとのデュエットとしてレコーディングした「Walkin' The Blues」であった。この曲によっていくつかの国内ツアーが決まり、ヨーロッパ・ツアーにも繋がった。1959年、彼はロンドン・スクール・オブ・エコノミクスでアレクシス・コーナーと非公式（かつ報酬のない）デュオでのギグを行なっている。
デュプリーは1960年にヨーロッパに移住した。最初の地はスイスで、それからデンマーク、続いてイギリス、スウェーデン、そして最終的にドイツに居を構えた。スイスでは、彼はチューリッヒのアフリカーナ・クラブで地元ギタリストのクリス・ラングに出会っている。彼はデュプリーのレギュラーのギタリストとなり、フォークウェイズ、ストーリーヴィルからのいくつかのアルバムに参加したのを始め、1961年から1965年までの間のヨーロッパにおける多くのギグで彼のサポートをしている。1971年6月17日には、モントルー・ジャズ・フェスティバル（会場：カジノ・クルサール）にキング・カーティスと出演、コーネル・デュプリーがギター、ジェリー・ジェモットがベース、オリヴァー・ジャクソンがドラムスを務めた。このコンサートのレコーディングは1973年にアトランティック・レコードよりアルバム『King Curtis & Champion Jack Dupree: Blues At Montreux』の題名でリリースとなった。
1970年代中頃、デュプリーはイギリスウェスト・ヨークシャーハリファクス出身の女性、シャーリー・アン・ハリソンとロンドンで出会い結婚。ハリファクスのオーヴンデンに住むようになった。彼が使ったピアノは後にハリファクスのカルダーデイル・カレッジで発見されている。
1976年、デュプリーはハリソンと離婚し、コペンハーゲンに移住。無政府主義者たちが支配するクリスチャニア自由都市に住み、そこでギタリストのケン・レンディングに出会った。デュプリーとレンディングは1992年にデュプリーが死去するまで、パートナーとして活動した。彼のこの時期の生活はアーティストのローリー・グルントとエヴァ・アキングによる1975年のドキュメンタリー映画『Barrelhouse Blues - Feelings And Situations』で描かれており、デュプリーがドラムセットをプレイしているシーンなどいくつかの演奏の映像も見ることができる。デュプリーは後年にドイツハノーファーに移住している。彼はヨーロッパでケン・レンディング、ルイジアナ・レッド、アクセル・ツウィンゲンバーガーらとレコーディングを続け、ライヴ活動も多く行なった。彼はまた料理人としても働き、ニューオーリンズ料理を専門とした。1990年には彼は米国に一時帰国して、ニューオーリンズ・ジャズ&ヘリテッジ・フェスティバルに出演した。この際、彼はアルバム『Back Home In New Orleans』をレコーディングしている。
デュプリーは、1992年1月21日、ガンのためドイツのハノーファーで死去した。

## 音楽のスタイルと作品
デュプリーの演奏スタイルはほぼ全てストレートなブルースとブギウギであった。彼は決して洗練されたミュージシャンでもシンガーでもなかったが、皮肉交じりのウィットに富んだ歌詞を特徴とした。
彼の歌は監獄、飲酒、麻薬中毒についての歌ったものが多かったが、彼自身はヘヴィー・ドリンカーではなく、麻薬にも手を出さなかった。彼の演奏した「Junker Blues」はファッツ・ドミノが改作し、彼の初めてのヒット、「The Fat Man」が生まれた。デュプリーの楽曲には結核を歌った「TB Blues」、ルイジアナ州の悪名高い監獄についての「Angola Blues」など、ときに暗いテーマのものもあったが、「Dupree Shake Dance」のように明るさに溢れたものもあった。「カモン、ママ、手と膝をついて、思いのままにシェイク・ダンスをやってよ」と歌う。彼はラコンチュールとして知られており、自身の持つストーリーを歌に変えるのが得意だった。例えば、バレルハウスに警察が手入れをした際の経験は「Big Leg Emma's」で歌われている。
ジェリー・リー・ルイスの代表曲「Whole Lotta Shakin' Goin' On」の歌詞「You can shake it one time for me（俺のためにもう一回シェイクしてくれないかな）」はデュプリーの「Shake Baby Shake」の歌詞からの引用である。
1958年にアトランティック・レコードからリリースされたデュプリーの最もよく知られたアルバム『Blues From The Gutter』はギターにラリー・デイルが参加しており、そのプレイはローリング・ストーンズのブライアン・ジョーンズにインスピレーションを与えている。
後年になるとデュプリーはジョン・メイオール、ミック・テイラー、エリック・クラプトン、ザ・バンドらとレコーディングを行なっている。
デュプリーはニューオーリンズ・スタイルのシンガー、ピアニストとして知られているものの、彼は時折、その枠を超えてより冒険的な音を探求することもあった。ブルー・ホライズン・レーベルにレコーディングした『Dupree 'N' McPhee: The 1967 Blue Horizon Session』などはそのいい例で、イギリスのロック・ギタリスト、トニー・マクフィーとの共作アルバムとなっている。
デュプリーの没後、イギリスのヴィンテージ・ダンス・シーンにおいて再び関心を集めている。彼の「Shakin' Mother for You」はイギリスのリンディ・ホップ・シーンにおける殆どのDJのプレイリストに含まれており、カーディフ・ストロールを踊る際の定番曲となっている。

## ディスコグラフィー

### スタジオ・アルバム
- 1958年『Blues From The Gutter』(Atlantic)
- 1959年『Champion Jack's Natural & Soulful Blues』(Atlantic)
- 1961年『Champion Of The Blues』(Atlantic)
- 1961年『The Women Blues Of Champion Jack Dupree』(Folkways)
- 1962年『Trouble, Trouble』(Storyville)
- 1963年『The Best Of The Blues』(Storyville)
- 1965年『Champion Jack Dupree Of New Orleans』(Storyville)
- 1966年『From New Orleans To Chicago』(Decca)
- 1968年『When You Feel The Feeling You Was Feeling』(Blue Horizon)
- 1969年『Scoobydoobydoo』(Blue Horizon)
- 1969年『The Heart Of The Blues Is Sound』(BYG)
- 1970年『The Incredible Champion Jack Dupree』(Sonet)
- 1974年『The Hamburg Session』(Happy Bird)
- 1977年『Champion Jack Dupree "1977"』(Isadora)
- 1990年『Back Home In New Orleans』(Bullseye Blues)
- 1991年『Forever and Ever』(Bullseye Blues)
- 1993年『One Last Time』(Bullseye Blues)

### ライヴ・アルバム
- 1971年『Champion Jack Dupree』(Festival)
- 1976年『Alive, "Live" and Well』(Chrischaa)
- 1984年『The Blues Jubilee Album』(Pinorrekk)
- 1989年『Live at Burnley』(JSP)
- 2002年『Jivin' with Jack: Live In Manchester, May 1966』(Jasmine)
- 2003年『Bad Luck Blues: Live With Freeway 75』(Bad Luck Blues)

### 共作名義
- 1967年『Champion Jack Dupree And His Blues Band』(Decca) with Mickey Baker
- 1968年『Tricks』(Vogue) with Mickey Baker
- 1971年『I'm Happy To Be Free』(Vogue)　with Mickey Baker and Hal Singer
- 1973年『Blues At Montreux』(Atlantic) with King Curtis
- 1980年『Freedom』(Pinorrekk) with the Monty Sunshine Band
- 1980年『Real Combination』(Dig It) with Henry Ojutkangas
- 1982年『I Had That Dream』(Pinorrekk) with Kenn Lending
- 1984年『Get You An Ol' Man』(Paris) with Brenda Bell and Louisiana Red[20]
- 1988年『Rockin' The Boogie』(Blue Moon) with Kenn Lending
- 1990年『Sings Blues Classics』(Vagabond) with Axel Zwingenberger
- 2005年『Dupree 'n' McPhee: The 1967 Blue Horizon Session』(Ace) with TS McPhee